# Fabronia beccarii
Fabronia beccarii är en bladmossart som beskrevs av Georg Ernst Ludwig Hampe 1872. Fabronia beccarii ingår i släktet Fabronia och familjen Fabroniaceae. Inga underarter finns listade i Catalogue of Life.